# Bredele
Los bredele (Bajo Rin), bredle (Estrasburgo), bredala (Alto Rin) o más específicamente wienartsbredela (todas ellas variaciones que quieren decir pastelillos de Navidad en idioma alsaciano) son unas pastas típicas de Alsacia que antiguamente se preparaban para Navidad. Hoy en día, debido al aumento del turismo pueden encontrarse todo el año.
Normalmente la fabricación de estos dulces comienza en noviembre en cada familia, realizándose varias remesas de varios tipos de pastas cuyas recetas se guardan celosamente. Posteriormente y ya durante el periodo de fiestas se consumen como postre o merienda, se ofrecen como regalo y se considera casi una obligación ofrecerlas a cada visitante que llegue a la casa. A menudo se acompañan de leche fría o schnapps.
Hay gran variedad de ellas (de anís, mantequilla, pan de jengibre, crema de almendras...) fabricándose algunas de ellas con formas especiales en determinadas fiestas (como las mannalas el día de San Nicolás).